# Erigeron granatensis
Erigeron granatensis là một loài thực vật có hoa trong họ Cúc. Loài này được W.Lippert mô tả khoa học đầu tiên năm 1984.